# Terminalia ferdinandiana
Terminalia ferdinandiana (Exell, 1935), comunemente nota come gubinge, è una pianta appartenente alla famiglia delle Combretaceae, endemica dell'Australia settentrionale.

## Descrizione

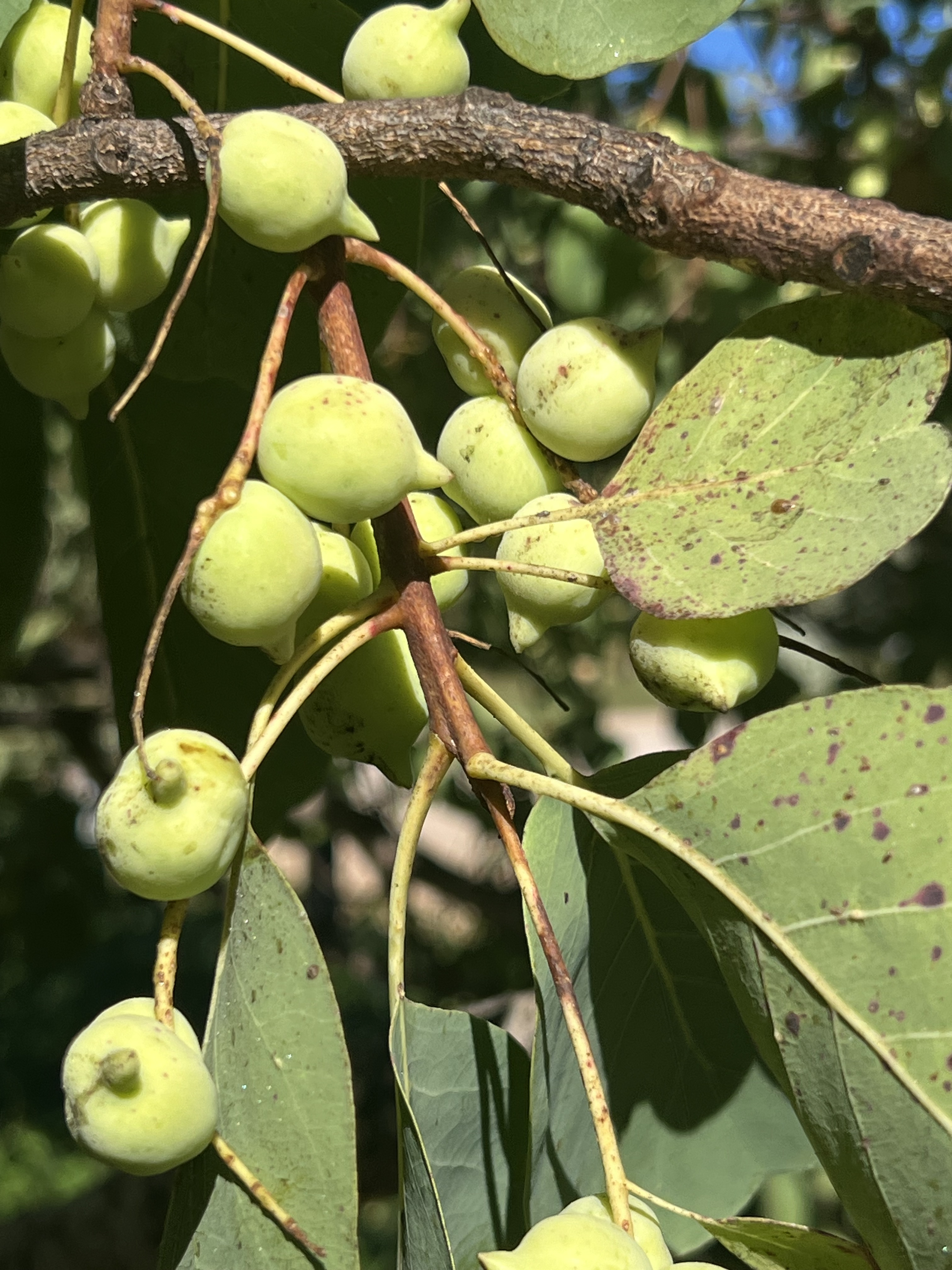
Frutti di gubinge

## Distribuzione e habitat
T. ferdinandiana è una specie diffusa nella parte settentrionale dell'Australia, ed è in particolare diffusa nei boschi tropicali del Kimberley, fino alla Arnhem Land, a oriente.

## Usi
Ha un'alta concentrazione di vitamina C nei suoi frutti: le concentrazioni registrate di 2.300–3.150 mg / 100 g di peso umido con punte fino a 5.300 mg / 100 g, rispetto ai 50 mg / 100 g per le arance, la collocano tra le maggiori fonti naturali di questa vitamina.
Non deve essere confuso con Planchonia careya, con cui condivide alcuni nomi comuni.